# أحمد جلال
أحمد جلال ولد في 27 أغسطس 1897 توفي في 1947 واسمه بالكامل أحمد جلال محمد عبد الغني، عمل كاتبًا صحفيًّا، في اللطائف المصورة ودار الهلال ودرس اللغات الأجنبية فعمل بالترجمة وتأليف المسرحيات، حيث كان يجيد الفرنسية والإنجليزية والتركية وغيرها كما عمل بالتمثيل والإخراج ومن ثم تعرف على الممثلة اللبنانية الأصل آسيا داغر
وأسندت إليه إخراج فيلم عندما تحب المرأة كون ثلاثيًّا مع آسيا وابنة أختها ماري كويني التي تزوجها وانفصل عن آسيا وكون مع زوجته شركة أفلام جلال واستمر في العمل الصحفي، فأصدر مجلة كاريكاتورية باسم ابن الباشكاتب كما أسس استوديو جلال عام عام 1944 وتوفي عام 1947 وله ابن من ماري كويني المخرج نادر جلال الذي مثل في فيلم ابن النيل ثم أصبح مخرجًا مشهورًا.

## أهم أفلامه السينمائية
| السنة | اسم العمل         | النوع           | مصدر   |
| ----- | ----------------- | --------------- | ------ |
| 1927  | ليلي              | فيلم روائي طويل | [ 6 ]  |
| 1931  | وخز الضمير        | فيلم روائي طويل | [ 7 ]  |
| 1933  | عندما تحب المرأة  | فيلم روائي طويل | [ 8 ]  |
| 1934  | عيون ساحرة        | فيلم روائي طويل | [ 9 ]  |
| 1935  | شجرة الدر         | فيلم روائي طويل | [ 10 ] |
| 1936  | زوجة بالنيابة     | فيلم روائي طويل | [ 11 ] |
| 1936  | البنكنوت          | فيلم روائي طويل | [ 12 ] |
| 1937  | مراتى نمرة 2      | فيلم روائي طويل | [ 13 ] |
| 1938  | بنت الباشا المدير | فيلم روائي طويل | [ 14 ] |
| 1939  | فتش عن المرأة     | فيلم روائي طويل | [ 15 ] |
| 1939  | زليخة تحب عاشور   | فيلم روائي طويل | [ 16 ] |
| 1940  | فتاة متمردة       | فيلم روائي طويل | [ 17 ] |
| 1942  | رباب              | فيلم روائي طويل | [ 18 ] |
| 1942  | العريس الخامس     | فيلم روائي طويل | [ 19 ] |
| 1941  | امرأة خطرة        | فيلم روائي طويل | [ 20 ] |
| 1943  | ماجدة             | فيلم روائي طويل | [ 21 ] |
| 1945  | أميرة الأحلام     | فيلم روائي طويل | [ 22 ] |
| 1946  | أم السعد          | فيلم روائي طويل | [ 23 ] |
| 1947  | عودة الغائب       | فيلم روائي طويل | [ 24 ] |
| 1947  | كانت ملاكا        | فيلم روائي طويل | [ 25 ] |
| 1949  | السجينة رقم 17    | فيلم روائي طويل | [ 11 ] |
| 1993  | آه يا غجر         | فيلم روائي طويل | [ 26 ] |

## روابط خارجية
- أحمد جلال على موقع أرشيف الشارخ.
- أحمد جلال على موقع IMDb (الإنجليزية)
- أحمد جلال على موقع قاعدة بيانات الأفلام العربية
- أحمد جلال على موقع قاعدة بيانات الفيلم (الإنجليزية)